# Cyrtlatherium canei
 Cyrtlatherium canei  — викопний вид ссавців ряду Докодонти (Docodonta), що існував у юрському періоді (167,7 млн років тому). Скам'янілі рештки виду знайдені у відкладеннях формування Мармуровий Ліс у графстві Оксфордшир в  Англії. Вид відомий тільки по рештках правих зубів нижньої щелепи.